# Guillaume Vanden Houten
Guillaume Vanden Houten, né le 3 avril 1893 ou le 12 octobre 1895 et mort en 1960, est un footballeur international belge actif durant les années 1920. Il évolue durant toute sa carrière au Racing Club de Bruxelles, où il occupe le poste de milieu de terrain.

## Carrière en club
Guillaume Vanden Houten débute dans l'équipe première du Racing Club de Bruxelles en 1919, lorsque les compétitions reprennent après la Première Guerre mondiale. Il devient rapidement titulaire en milieu de terrain et s'impose comme un joueur important dans l'équipe. Ses bonnes prestations lui valent d'être appelé en équipe nationale belge en mai 1921. Après quelques saisons de bonne facture, le club est toutefois relégué au niveau inférieur en 1925.
Guillaume Vanden Houten reste fidèle à ses couleurs et mène l'équipe au titre de champion un an après la relégation, permettant ainsi au Racing de remonter directement parmi l'élite. Les saisons suivantes, le club doit lutter pour éviter une nouvelle relégation, qui finit par tomber en 1930. Le joueur décide alors de mettre un terme à sa carrière.

## Statistiques
| Saison                | Club                  | Championnat           | Championnat | Championnat | Coupe(s) nationale(s) | Coupe(s) nationale(s) | Total | Total |
| Saison                | Club                  | Division              | M.          | B.          | M.                    | B.                    | M.    | B.    |
| 1919-1920             | Racing CB             | Division 1            | -           | -           | 0                     | 0                     | 0     | 0     |
| 1920-1921             | Racing CB             | Division 1            | -           | -           | 0                     | 0                     | 0     | 0     |
| 1921-1922             | Racing CB             | Division 1            | -           | -           | 0                     | 0                     | 0     | 0     |
| 1922-1923             | Racing CB             | Division 1            | -           | -           | 0                     | 0                     | 0     | 0     |
| 1923-1924             | Racing CB             | Division 1            | -           | -           | 0                     | 0                     | 0     | 0     |
| 1924-1925             | Racing CB             | Division 1            | -           | -           | 0                     | 0                     | 0     | 0     |
| 1925-1926             | Racing CB             | Division 2            | -           | -           | 0                     | 0                     | 0     | 0     |
| 1926-1927             | Racing CB             | Division 1            | -           | -           | -                     | -                     | 0     | 0     |
| 1927-1928             | Racing CB             | Division 1            | -           | -           | 0                     | 0                     | 0     | 0     |
| 1928-1929             | Racing CB             | Division 1            | -           | -           | 0                     | 0                     | 0     | 0     |
| 1929-1930             | Racing CB             | Division 1            | -           | -           | 0                     | 0                     | 0     | 0     |
| Total sur la carrière | Total sur la carrière | Total sur la carrière | 1           | -           | -                     | -                     | 1     | 0     |

### Palmarès
- 1 fois champion de Division 2 en 1926 avec le Racing CB.

## Carrière en équipe nationale
Guillaume Vanden Houten compte une convocation et un match joué en équipe nationale belge. Celui-ci a lieu le 21 mai 1921 lors d'un match amical face à l'Angleterre, la première confrontation entre les deux équipes, qui se solde par une défaite 0-2.
Le tableau ci-dessous reprend toutes les sélections de Guillaume Vanden Houten. Le score de la Belgique est toujours indiqué en gras.
| Date       | Compétition  | Adversaire | Lieu      | Score | Remarque |
| ---------- | ------------ | ---------- | --------- | ----- | -------- |
| 21/05/1921 | Match amical | Angleterre | Bruxelles | 0-2   |          |